# Allophylus aldabricus
Allophylus aldabricus är en kinesträdsväxtart som beskrevs av Ludwig Radlkofer. Allophylus aldabricus ingår i släktet Allophylus och familjen kinesträdsväxter. Inga underarter finns listade i Catalogue of Life.